# Jūrō Kara
Pour les articles homonymes, voir Kara.
Jūrō Kara (唐 十郎, Kara Jūrō), nom véritable Yoshihide Ōtsuru (大靏 義英, Ōtsuru Yoshihide), né le 11 février 1940 à Tokyo et mort le 4 mai 2024 dans la même ville, est un acteur, dramaturge et écrivain japonais.

## Biographie
Jūrō Kara étudie le théâtre et les arts du théâtre à l'université Meiji et crée en 1963 la compagnie théâtrale Jōkyō-Gekijō. Avec ses performances dans une tente rouge à l'extérieur des salles de spectacles, il devient l'un des meneurs du mouvement de théâtre underground (Angura) au Japon dans les années 1960. En 1969, il remporte le prix Kunio Kishida avec Shōjo kamen. Il part en tournée avec sa troupe en Corée (1972), au Bangladesh (1973) et en Palestine. 
En 1985, il quitte la compagnie Jōkyō-Gekijō et fonde en 1987 la compagnie Kara-gumi avec de jeunes acteurs. En tant que professeur à l'université nationale de Yokohama, il fonde en 2000 la troupe d'étudiants Kara-zemi. Pour le spectacle Doro ningyō, il reçoit le prix Kinokuniya de théâtre en 2003, le prix d'art dramatique Namboku Tsuruya, le prix Yomiuri et le prix Yomiuri du théâtre. En 2006, il reçoit le prix d'honneur du prix Yomiuri du théâtre et un prix spécial de l'université Meiji pour l'ensemble de son œuvre. Il est en outre lauréat de l'édition 1982 du prix Akutagawa pour le roman Sagawa-kun kara no tegami (d'après Issei Sagawa, étudiant japonais qui a commis un acte de cannibalisme à Paris).

## Titres
- 1969 : Shōjo kamen
- 1972 : Nito monogatari
- 1973 : Bengaru no tora
- 1981 : Shitaya mannen-cho monogatari
- 1989 : Taki no shiraito
- 1992 : Binro no fuin
- 2007 : Gyoshonin nemo

## Filmographie
- 1969 : Journal d’un voleur de Shinjuku (新宿泥棒日記, Shinjuku dorobō nikki?) de Nagisa Ōshima : le chanteur-acteur
- 1979 : L'Étang du démon (夜叉ケ池, Yashagaike?) de Masahiro Shinoda